# Philharmonie Leonid-Kogan de Dnipro
La philharmonie Leonid-Kogan  est une institution culturelle situé à Dnipro en Ukraine.

## Présentation
Elle a été construite entre 1911 et 1913 sur le plan de l'architecte Oleksandr Guinzbourg qui servait de palais aux cheminots pendant l'époque soviétique. Le 11 septembre 2001 la philharmonie régionale prenait place dans ce bâtiment, jusque-là elle était dans le palais Ilitch. C'est le 21 août 2019 que le bâtiment a été inscrit au Registre national des monuments immobiliers d'Ukraine.
Il porte le nom du violoniste Leonid Kogan.

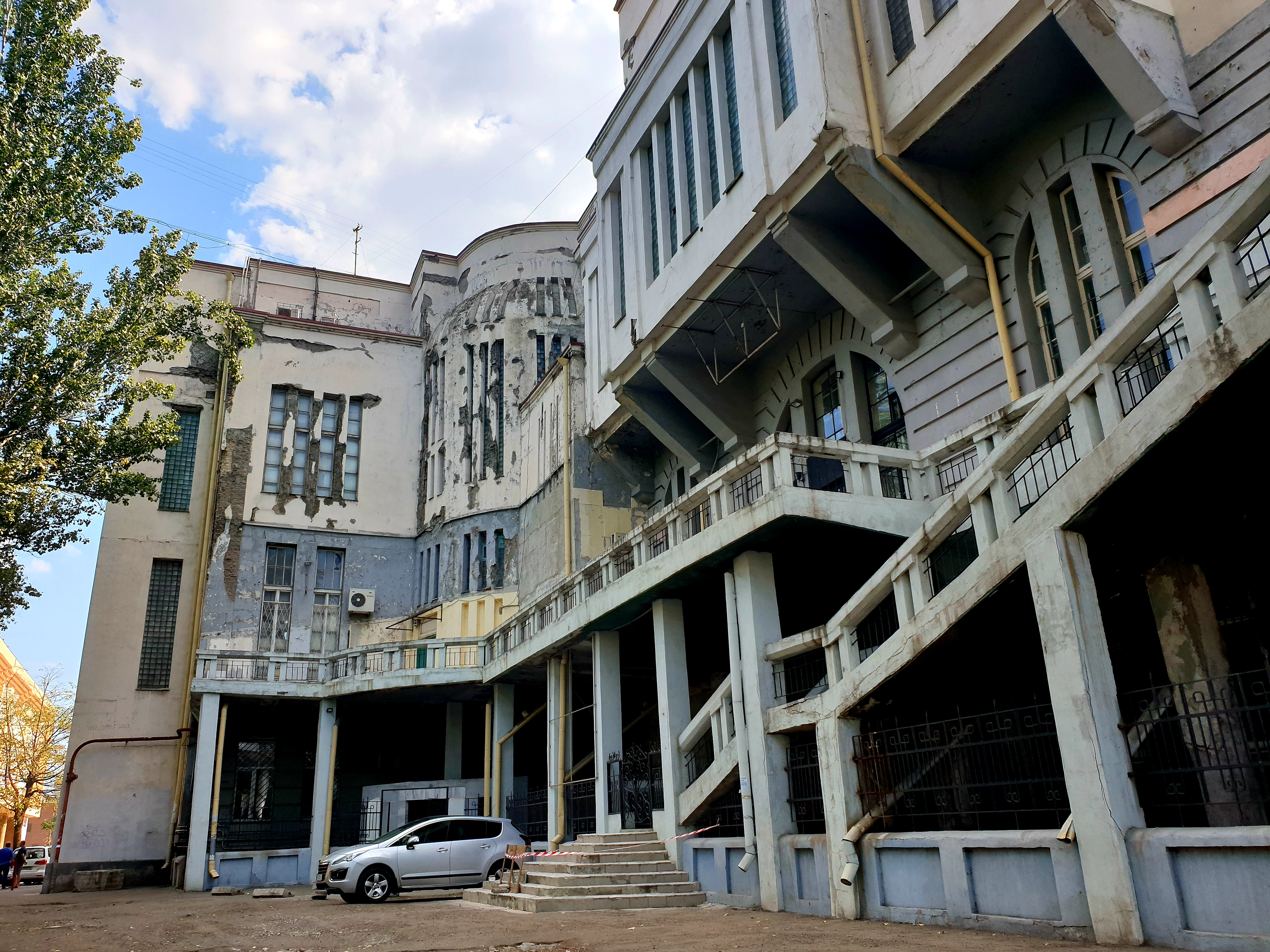
Façade.
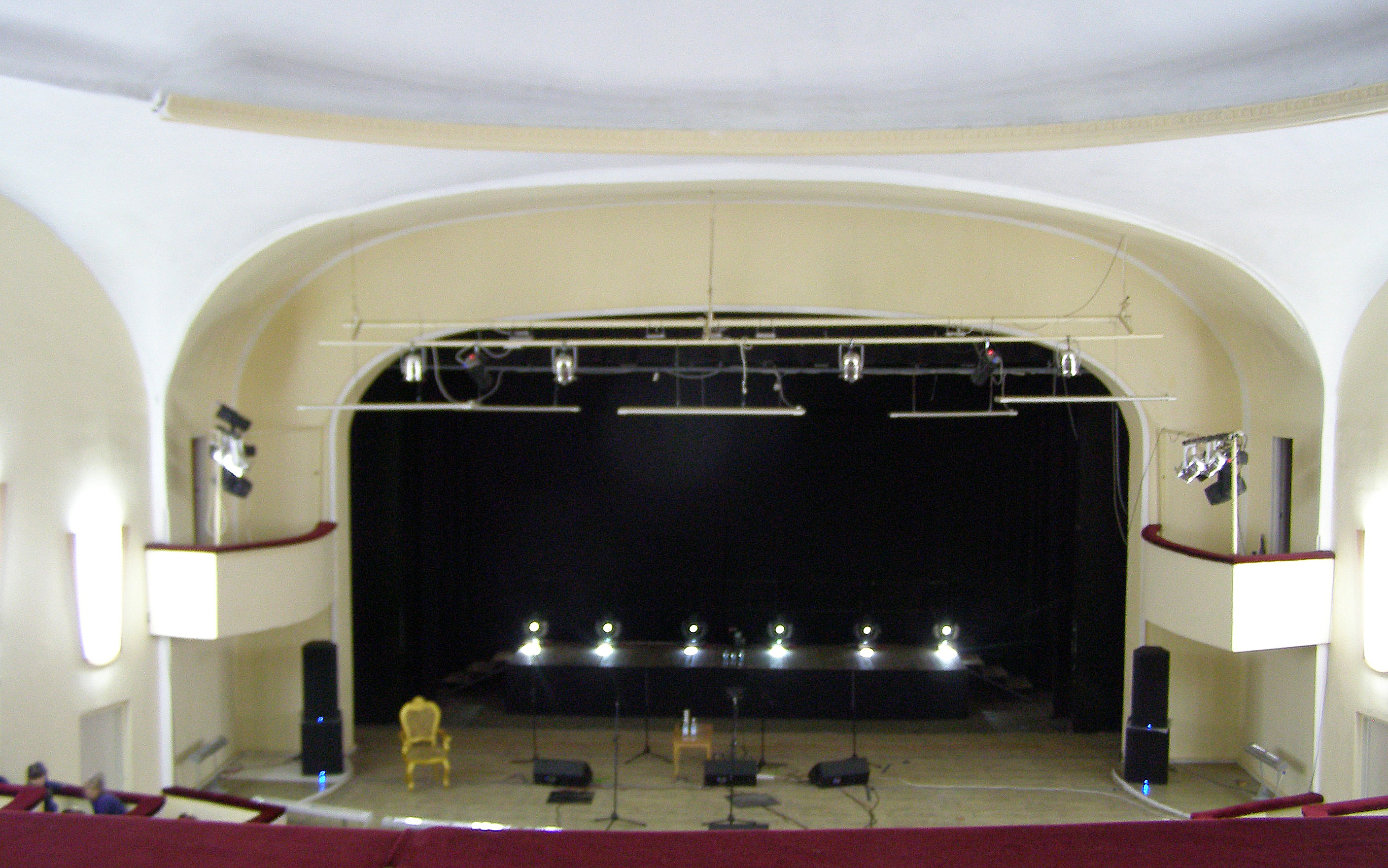
La scène.
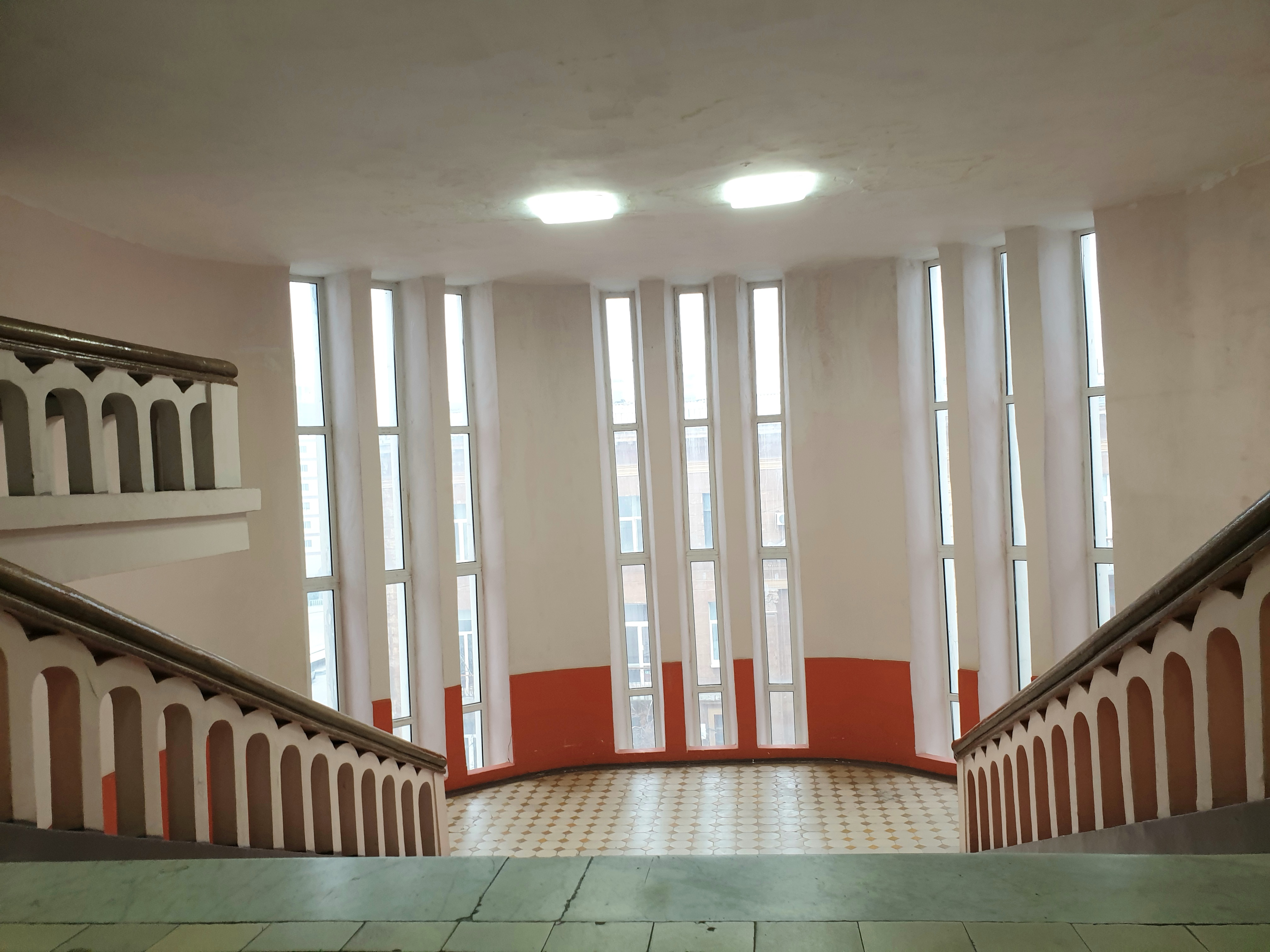
Le hall
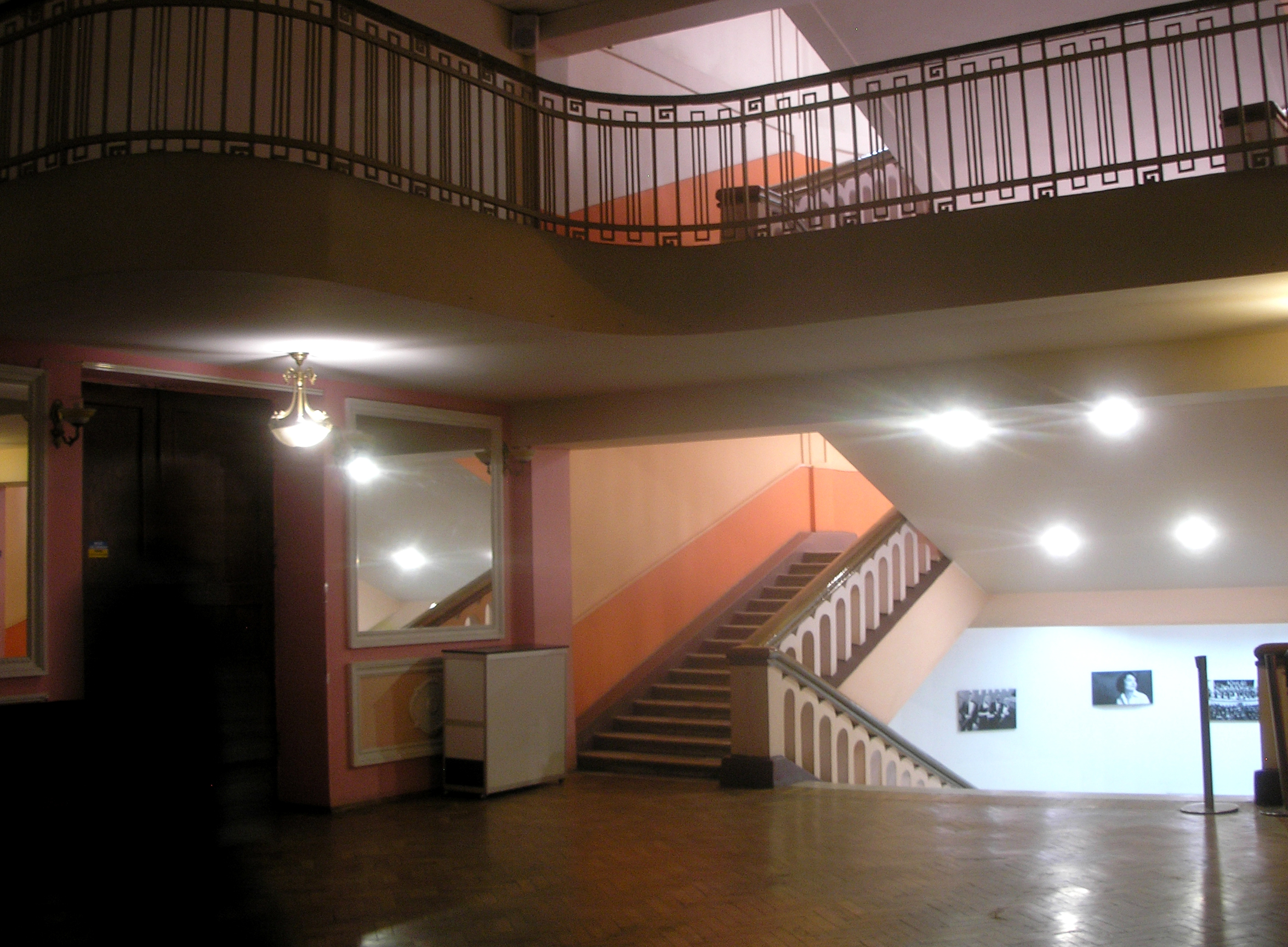
et son escalier.